# 松永貢
松永 貢（まつなが みつぐ、1976年 - ）は、日本気象協会九州支社所属の気象予報士。

## 来歴
長崎県出身。大学を卒業後、一般職を経験。
気象予報士の試験に合格後、日本気象協会に入社。
2014年4月からNHK熊本放送局の『クマロク!』に出演。
2017年から『気象予報士 松永貢のマッスル天気』ではタンクトップ姿で天気予報を伝えた。
2022年4月からは福岡に転勤になった。

## 出演番組
- クマロク!（NHK熊本放送局、2014年3月31日 - 2022年4月1日）
- 気象予報士 松永貢のマッスル天気→マッスル天気NEO（NHK熊本放送局、2017年4月3日 - 2022年4月1日）
- 気象情報（九州沖縄）茶柱てんき（NHK福岡放送局、2023年4月 - ）